# Joan Elías García
Joan Elías García (Barcelona, 1956) es un catedrático de universidad español. Fue rector de la Universidad de Barcelona desde diciembre de 2016 hasta diciembre de 2020.

## Biografía
Joan Elías García nació en Barcelona en 1956. Licenciado en Ciencias exactas por la Universidad de Barcelona, es doctor en Matemáticas y especialista en Álgebra conmutativa por la misma Universidad. Pertenece al grupo de investigación Álgebra y geometría algebraica. Decano de la Facultad de Matemáticas entre 1996 y 2002, fue editor de la Real Sociedad Matemática Española y secretario General del Consejo Interuniversitario de Cataluña (2006).
Vicerrector con Dídac Ramírez Sarrió entre 2008 y 2010, abandonó el cargo por desavenencias con el equipo rectoral.

## Rector
En 2016, las elecciones al rectorado de la Universidad de Barcelona no estuvieron exentas de polémica. Tras una primera vuelta en la que obtuvieron más apoyos Joan Elías y Màrius Rubiralta, en la segunda vuelta solo participaron un 13,76 % de los electores totales convocados. Durante la campaña Elías se presentó como "candidato del cambio". Tras su victoria, Elías fue nombrado rector el día 19 de diciembre de 2016. Durante su mandato rectoral ha sido criticado por sindicatos minoritarios, como el COS, que ha mostrado su preocupación por su postura respecto al Referéndum de independencia de Cataluña de 2017. En septiembre de 2018, firmó un manifiesto presentado por 8 rectores de Universidades catalanas donde se pedía diálogo y respecto a la libertad de expresión. La convocatoria del primer claustro de 2017 se produjo casi un año después de su nombramiento como rector. También miembros del Consejo de gobierno de la Universidad, el 20 de octubre del 2017, explicitaron "carencias" respecto a la actuación del rectorado durante el llamado "Procès".

### Equipo rectoral
Durante los primeros meses de rectorado, Elías cesó a dos vicerrectoras, las titulares del vicerrectorado de Estudiantes y Política Lingüística y del vicerrectorado de Ordenación Académica. En marzo del 2018, el gerente de la Universidad y el director de recursos humanos presentaron su dimisión al rector. Elías aprovechó para suprimir el vicerrectorado de Economía y su pasar a su titular a la gerencia de la Universidad. El 24 de abril de 2018, fue destituida la vicerrectora de Personal Docente e Investigador. Más adelante, el vicerrector de Comunicación y Coordinación, fue también sustituido. Por último, en marzo de 2020 se produce el cese de la secretaria general.
En diciembre del 2017, el colectivo de estudiantes independentista alegó presiones de la Universidad para celebrar un acto previsto para el 14 de diciembre en la Facultad de Económicas. En abril de 2018, durante un acto en apoyo a los políticos presos en la Facultad de Geografía e Historia de la Universidad, se retiró el logotipo de la Universidad que preside la sala de Grados del centro.
Durante las elecciones al Claustro de la Universidad de Barcelona de 2018, un grupo de candidatos del sector "Personal Docente e Investigador" y del sector "Administración y Servicios", denunciaron que sus listas no aparecían en el momento de realizar la proclamación de candidatos por la Junta Electoral.
El 2 de febrero del 2018 fue nombrado presidente de la Comisión Sectorial de Internacionalización de la CRUE.
En noviembre de 2018 la exdiputada de la CUP Mireia Boya Busquet y el Colectivo Praga, entre otros, protestaron activamente contra el rectorado de la Universidad por la celebración del aniversario de la ley de la jurisdicción contencioso-administrativa.
A principios del año académico 2019, el Presidente de la Generalidad de Cataluña Quim Torra pidió a los rectores y rectoras de Cataluña que desde las instituciones educativas se "denunciara" la prisión de varios políticos y activistas catalanes. Este llamamiento se producía pocos meses después de que grupos universitarios denunciaran que los rectores de la UB y la UAB se opusieran a un pronunciamiento conjunto y público a favor de los profesores de la Universidad en prisión.

## Publicaciones
- Pàgina web